# Мизия (община)
Мизия (болг. Община Мизия) — община в Болгарии. Входит в состав Врачанской области. Население составляет 8096 человек (на 15 мая 2008 года).

## Состав общины
В состав общины входят следующие населённые пункты:
1. Войводово
2. Крушовица
3. Липница
4. Мизия
5. Сараево
6. Софрониево